# Qin Yiyuan
Qin Yiyuan (14 de fevereiro de 1973) é uma ex-jogadora de badminton chinesa. medalhista olímpica, especialista em duplas.

## Carreira
Qin Yiyuan representou seu país nos Jogos Olímpicos de Verão de 1996 e 2000, conquistando a medalha de bronze, nas duplas em 1996 com Tang Yongshu, e 2000 com Gao Ling.